# Nonea flavescens
Nonea flavescens är en strävbladig växtart som först beskrevs av Carl Anton von Meyer, och fick sitt nu gällande namn av Fisch. och C. A. Mey. Nonea flavescens ingår i släktet nonneor, och familjen strävbladiga växter. Inga underarter finns listade i Catalogue of Life.